# Liotrigona
Liotrigona é um gênero de abelhas sem ferrão que ocorre somente na África. Existem por volta de 500 espécies de abelhas sem ferrão no mundo catalogadas em diversos gêneros diferentes. Muitas espécies ainda não foram descobertas e outras estão passando por revisões para reenquadrá-las como novas espécies ou pertencentes a outros gêneros.
Existem até o momento 12 espécies de Liotrigona catalogadas, são elas:
| Gênero     | Espécie                  | Nome popular (se tiver)  |
| Liotrigona | Liotrigona baleensis     | Liotrigona baleensis     |
| Liotrigona | Liotrigona betsimisaraka | Liotrigona betsimisaraka |
| Liotrigona | Liotrigona bitika        | Liotrigona bitika        |
| Liotrigona | Liotrigona bottegoi      | Liotrigona bottegoi      |
| Liotrigona | Liotrigona chromensis    | Liotrigona chromensis    |
| Liotrigona | Liotrigona gabonensis    | Liotrigona gabonensis    |
| Liotrigona | Liotrigona kinzelbachi   | Liotrigona kinzelbachi   |
| Liotrigona | Liotrigona madecassa     | Liotrigona madecassa     |
| Liotrigona | Liotrigona mahafalya     | Liotrigona mahafalya     |
| Liotrigona | Liotrigona nilssoni      | Liotrigona nilssoni      |
| Liotrigona | Liotrigona parvula       | Liotrigona parvula       |
| Liotrigona | Liotrigona voeltzkovi    | Liotrigona voeltzkovi    |